# Ödemiş
Ödemiş es un distrito de la provincia de Esmirna en Turquía así como el nombre de su ciudad central. El condado está ubicado en el sureste de la provincia y limita con las provincias de Aydín y Manisa.

## Geografía
Ödemiş se encuentra en el valle de Caístro (Küçük Menderes "pequeño meandro") en la ladera sur del macizo del Monte Tmolo que culmina en Bozdağ a 2 157 m de altitud. La ciudad está a 112 km de la capital provincial Esmirna.

## Demografía
El distrito tenía 128 253 habitantes en 2007 y en 2014 fueron 129 407 habitantes.

## Personas destacadas
- Muzafer Sherif (1906-1988), psicólogo social turco-estadounidense.
- Şükrü Saracoğlu Primer ministro de Turquía
- Ahmet Önder (1996-), gimnasta artístico

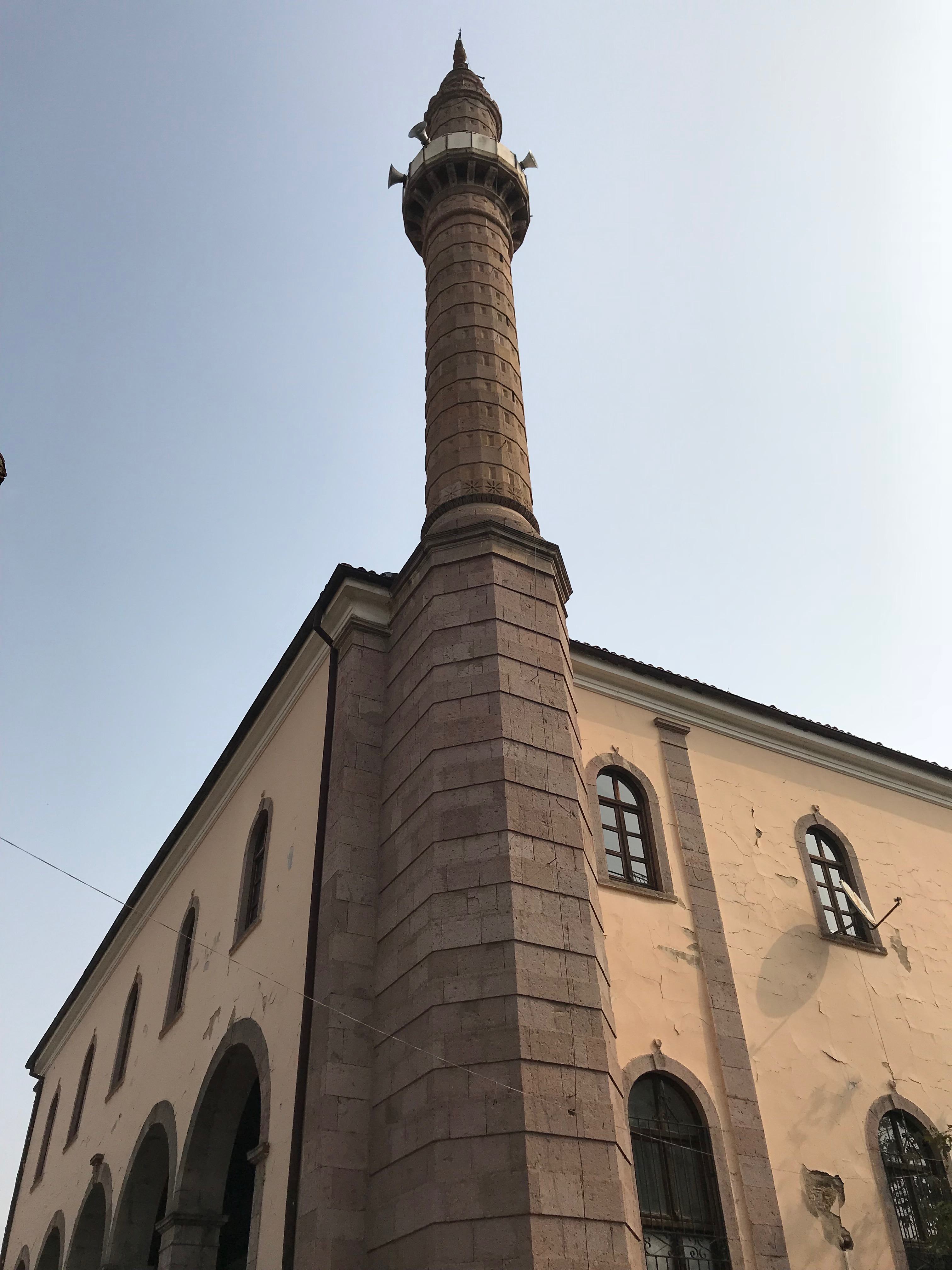
Mezquita Hacı Abdi Ağa